# ZARM

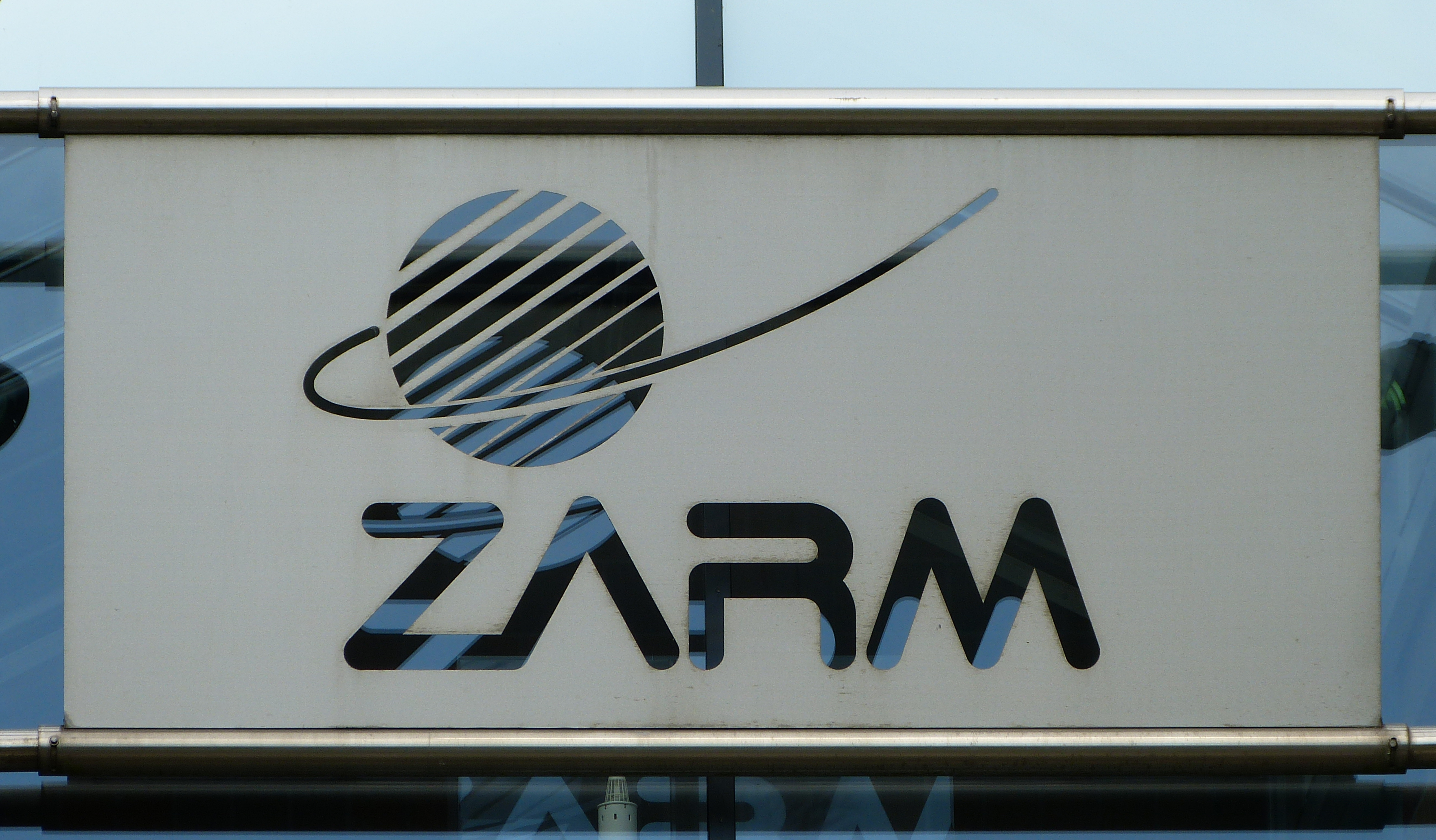
ZARM-Logo (über dem Haupteingang zum ZARM-Institutsgebäude)

Das Zentrum für angewandte Raumfahrttechnologie und Mikrogravitation (ZARM) ist ein wissenschaftliches Institut an der Universität Bremen am Fachbereich Produktionstechnik. Die Institutsgebäude und Forschungslabore des ZARM befindet sich in Bremen auf dem Campus-Gelände im Technologiepark Bremen im Stadtteil Horn-Lehe, Ortsteil Lehe. Baulich dominierend ist das weithin sichtbare Großlabor des ZARM für die Schwerelosigkeitsforschung, der fast 150 Meter hohe Fallturm.

## Geschichte
Das Institut wurde 1985 für Forschung unter Weltraumbedingungen sowie die Untersuchung raumfahrtrelevanter Fragestellungen gegründet. Der Kurzname ZARM ist die Abkürzung von Zentrum für angewandte Raumfahrttechnologie und Mikrogravitation (englisch: ‚Center of Applied Space Technology and Microgravity‘). Es besteht aus den drei Hauptabteilungen Weltraumwissenschaften, Raumfahrttechnologie und Strömungsmechanik.
Heute hat sich das ZARM als Forschungszentrum mit einer fachgebietsübergreifenden Expertise in Astrophysik, Raumfahrttechnologie und Strömungsmechanik international etabliert. Am ZARM werden Technologien für den Einsatz in Raketen und Satelliten entwickelt und Experimente unter Schwerelosigkeit durchgeführt. Es fungiert als Kooperationspartner bei wissenschaftlichen Raumfahrtmissionen, in Forschungsprojekten auf den Gebieten der Strömungsmechanik und Theoretischen Physik sowie bei der Entwicklung zukünftiger Antriebssysteme für Raumfahrzeuge. Am ZARM arbeiten mehr als 100 Wissenschaftler, Ingenieure, technisches und administratives Personal sowie eine Vielzahl von Studenten der Ingenieur- und Naturwissenschaften.
Der 146 m hohe Fallturm Bremen ist der nach außen hin am besten sichtbare Versuchsstand des ZARM und prägt inzwischen seit über 25 Jahren, gut sichtbar von der am Campus vorbeiführenden A 27, die Silhouette der Universität Bremen.

## Forschungseinrichtungen des ZARM

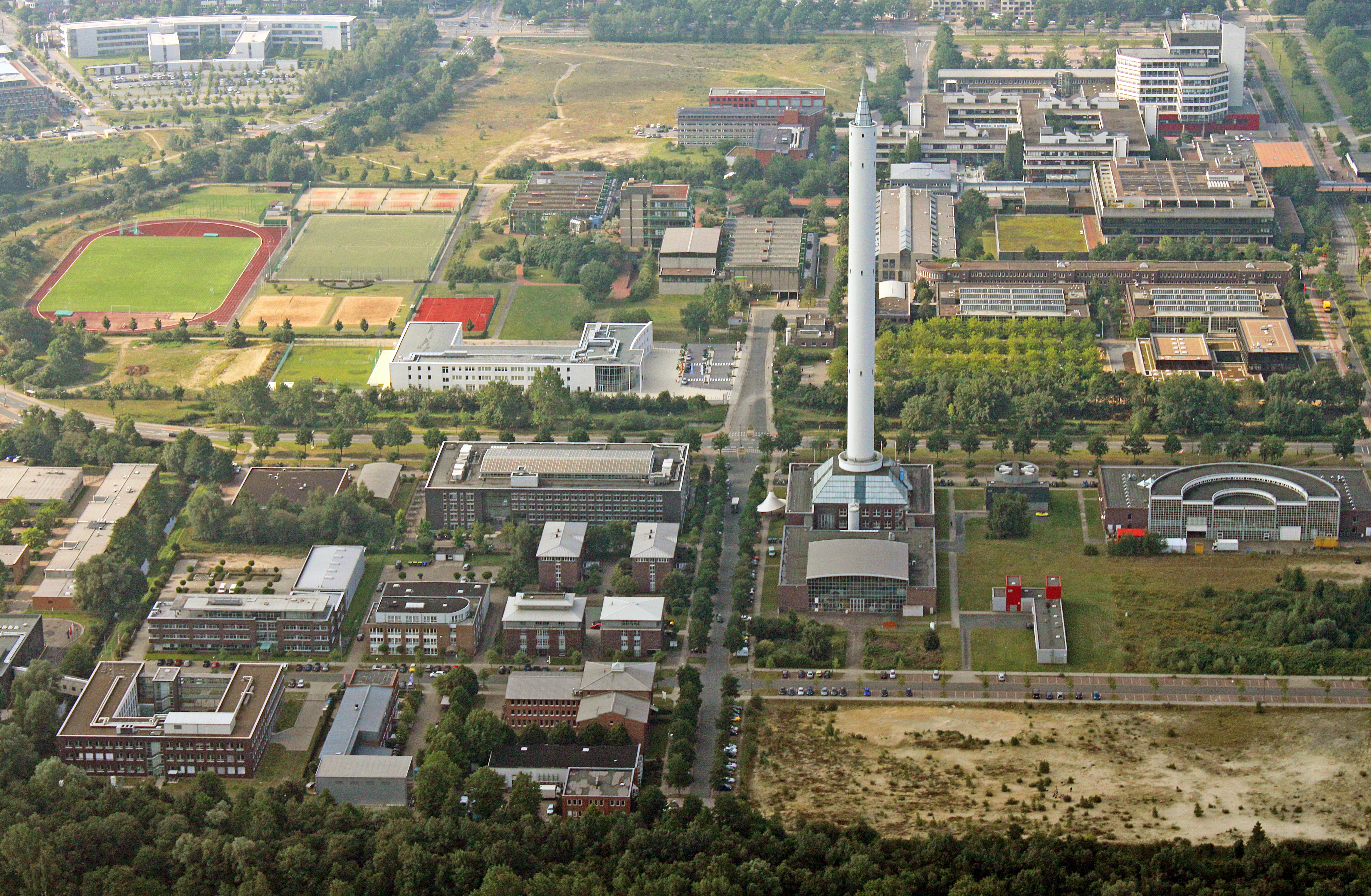
Technologiepark Bremen, Mitte: ZARM-Institutsgebäude und Fallturm, dahinter: Zentralbereich der Universität Bremen
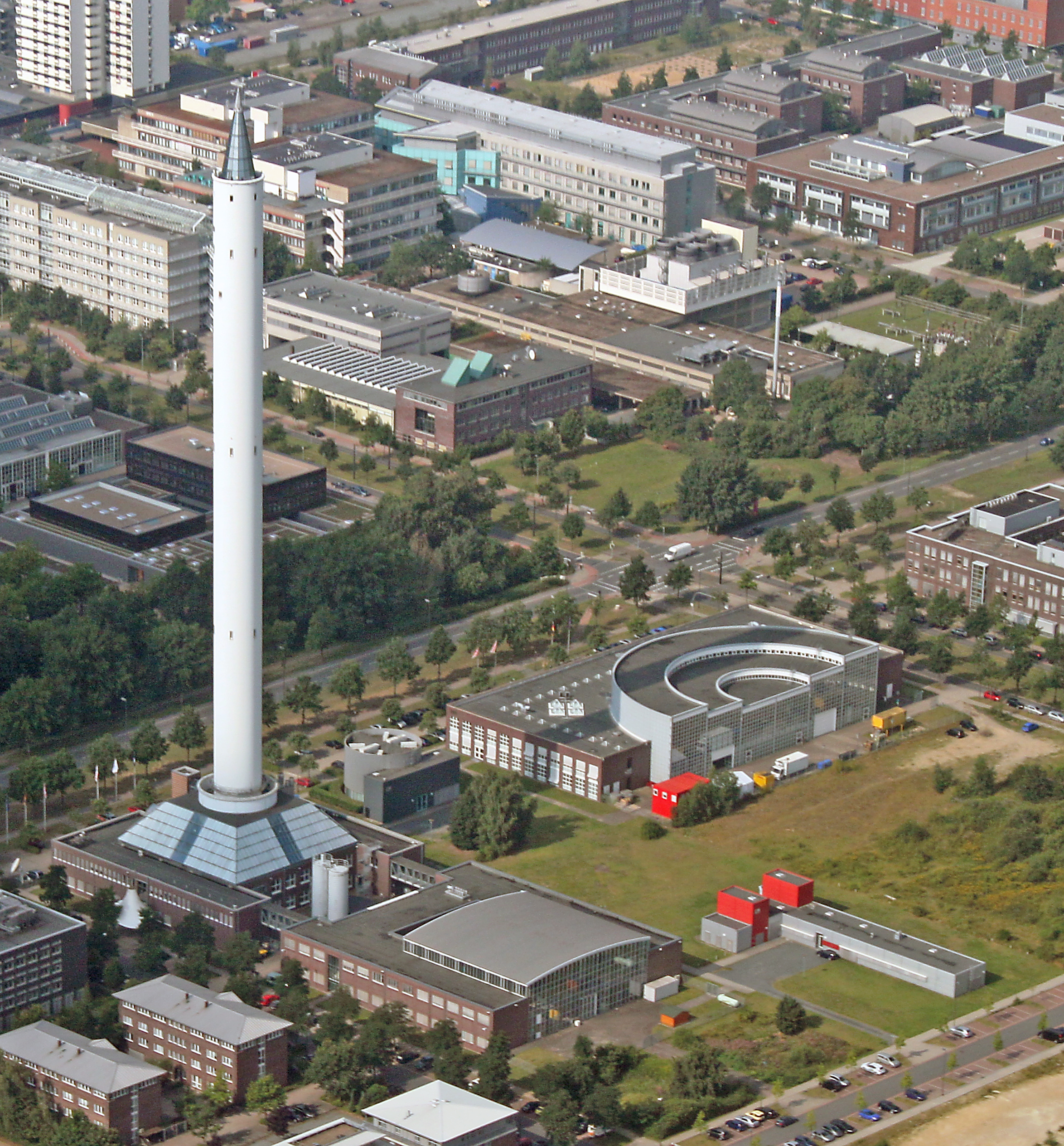
ZARM-Institutsgebäude und Fallturm, rechts daneben: ZARM-Zentrifuge
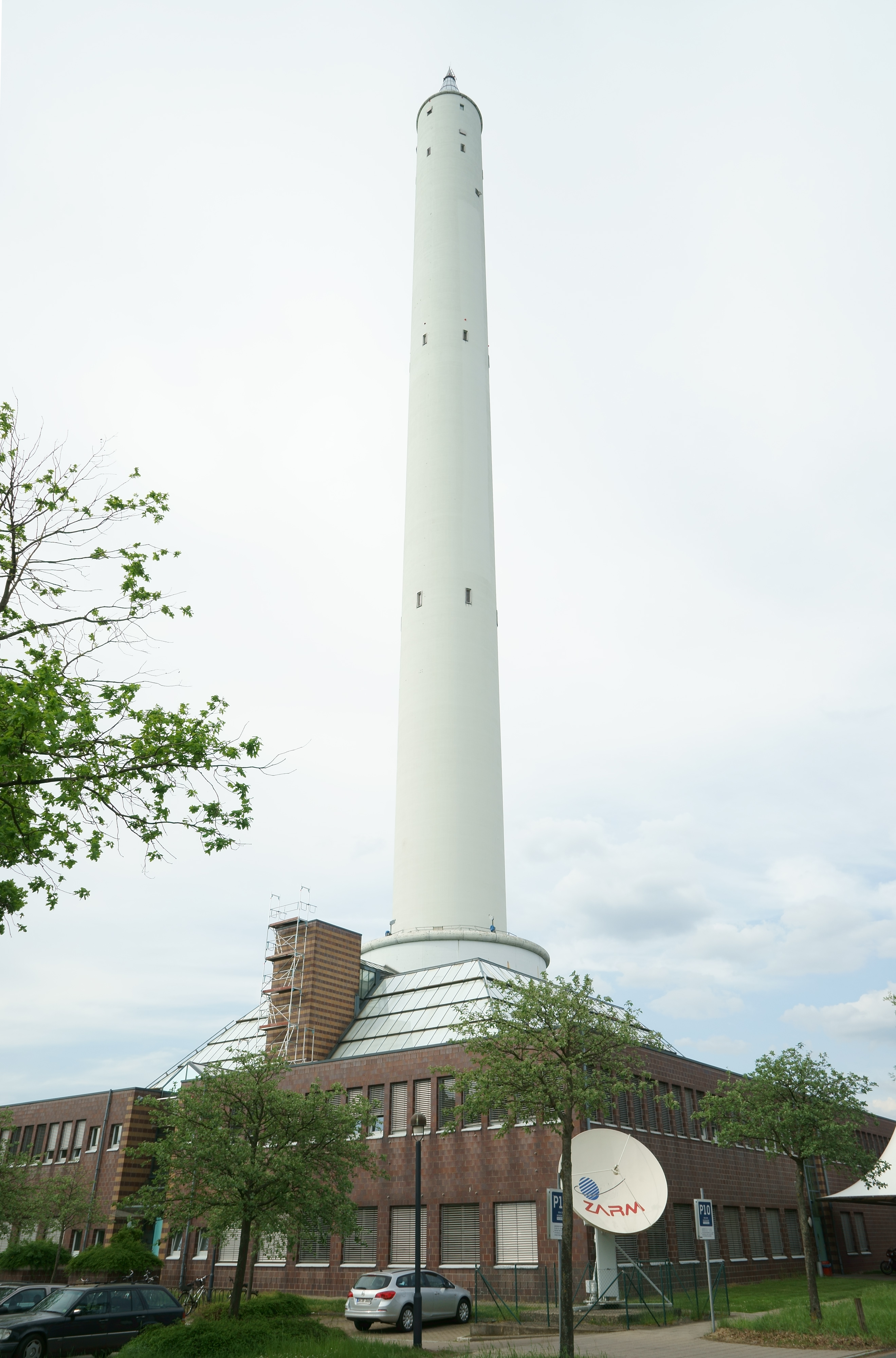
ZARM-Institutsgebäude und Fallturm – Ecke Hochschulring / Am Fallturm
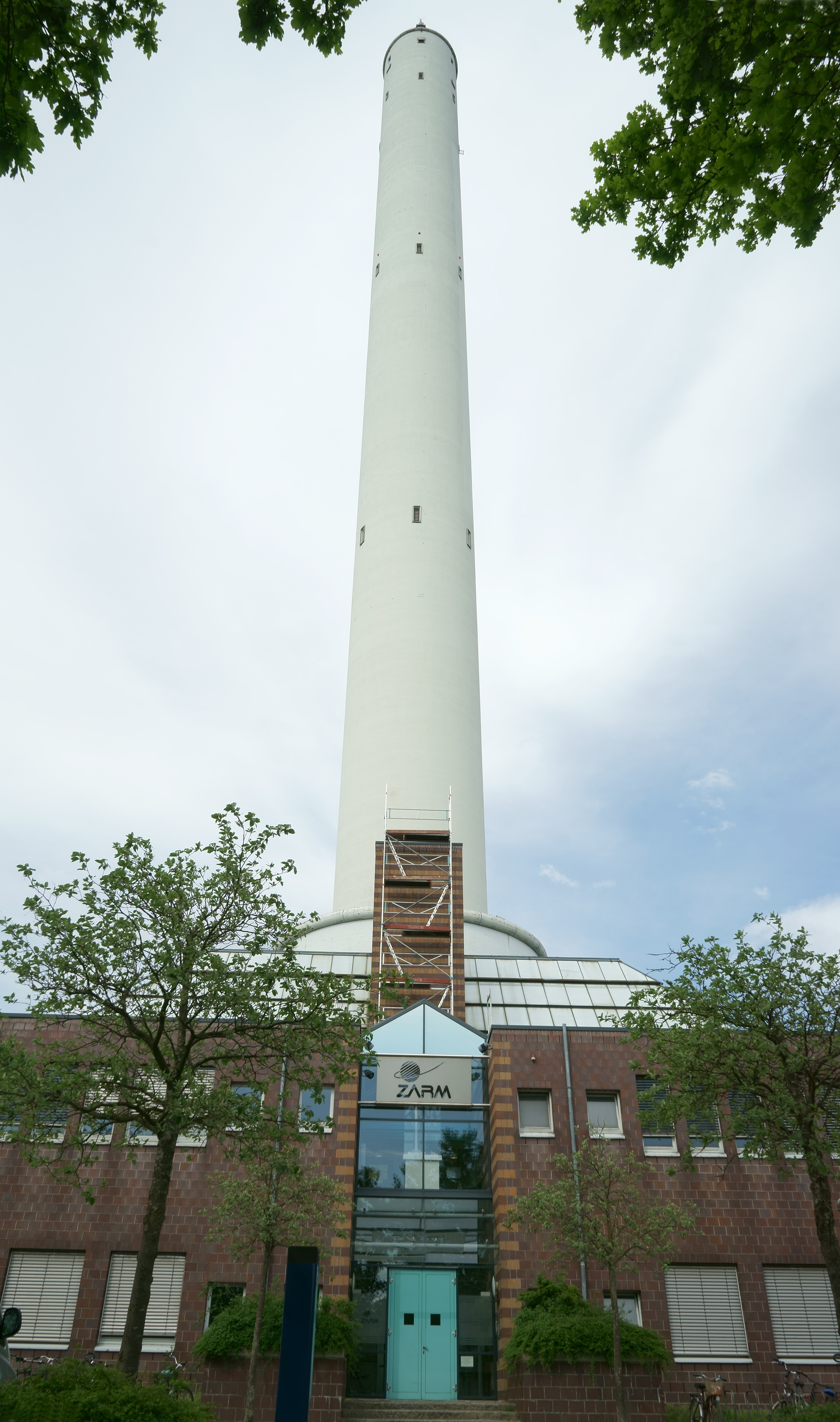
Haupteingang zum ZARM-Institutsgebäude und zum Fallturm
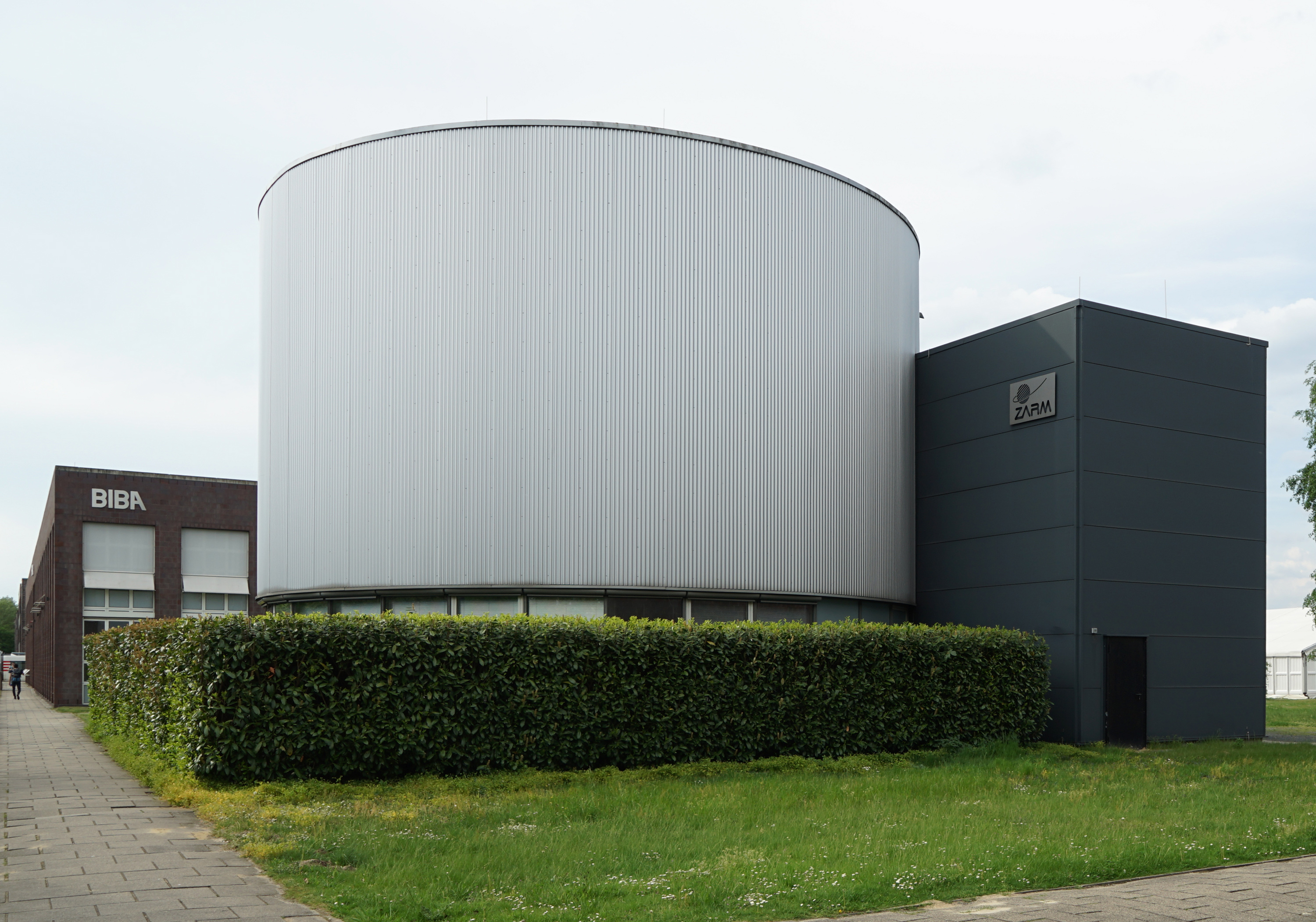
ZARM-Zentrifuge am Hochschulring (zwischen BIBA- und ZARM-Institutsgebäude)
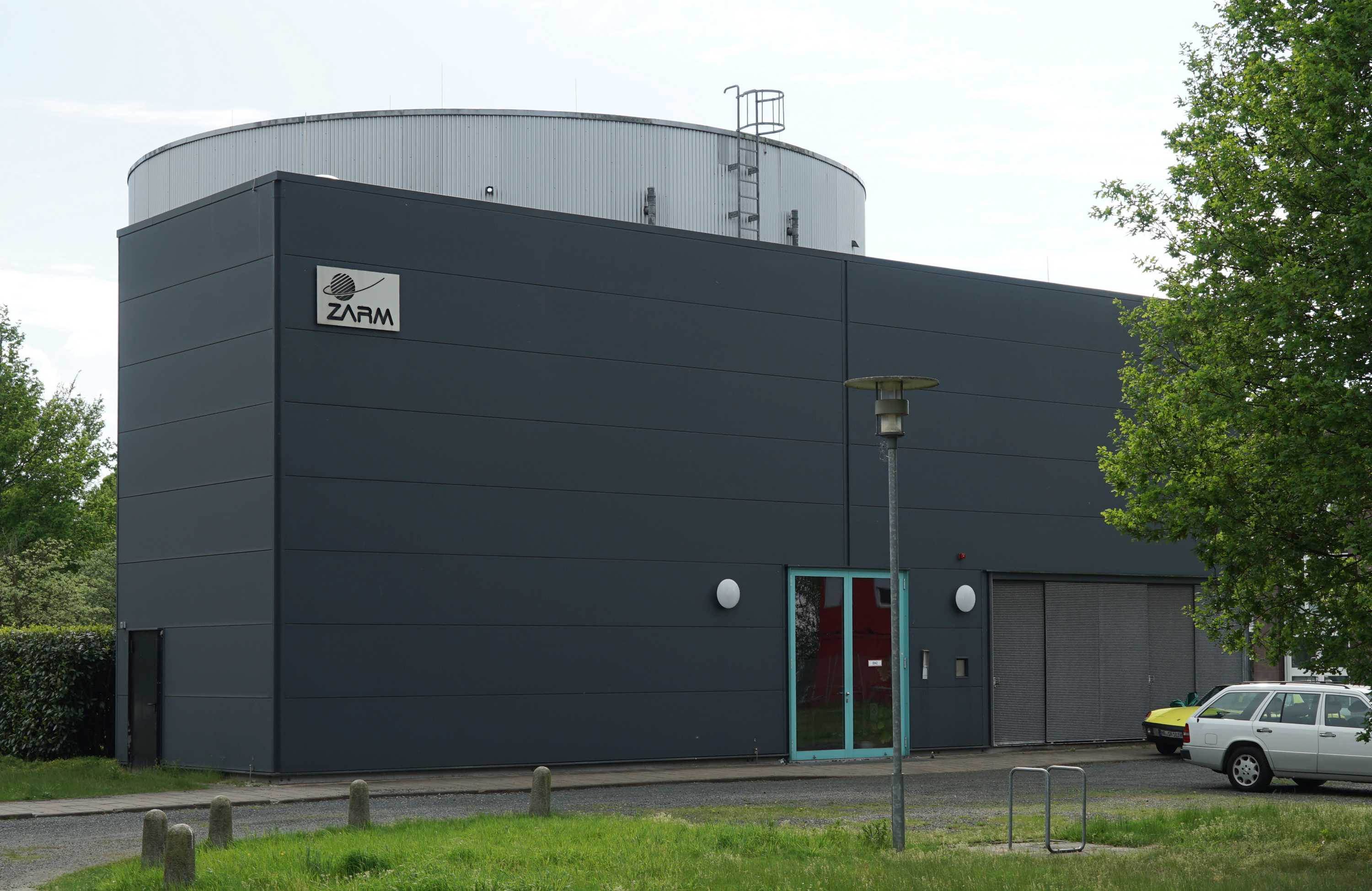
ZARM-Zentrifuge (vom ZARM-Institutsgebäude her gesehen)

## Ehemalige Mitarbeiter
- Hans Königsmann (Vizepräsident der amerikanischen Raumfahrtfirma SpaceX für Mission Assurance und Chefingenieur für die Raketenstarts)